# 사회주의 좌파당
사회주의 좌파당(노르웨이어: Sosialistisk Venstreparti 조시알리스티스크 벤스터파르티[*])은 노르웨이의 민주사회주의 정당이다. 한국에서 약자로 사좌당이라고도 한다. 사회민주주의는 제국주의적 이념이라고 평가하고, 국제적으로 여러 좌파운동을 지지, 지원하기도 한다. 노동당, 중앙당과 연합을 맺고있다. 같은 극좌계열의 정당인 노르웨이 적색당과도 사이가 좋다.